# Villarejo del Valle
Villarejo del Valle es un municipio y localidad española de la provincia de Ávila, en la comunidad autónoma de Castilla y León. El término municipal, con una población de 314 habitantes (INE 2024), forma parte de la comarca del Valle del Tiétar. La localidad está situada en una zona conocida como barranco de las Cinco Villas en la vertiente sur de la sierra de Gredos y se incluye dentro de la zona de protección del parque regional de la Sierra de Gredos.

## Símbolos
El escudo heráldico que representa al municipio se define a partir del siguiente blasón, aprobado el 12 de agosto de 2002:

Escudo medio partido y cortado encajado de cinco encajes, 1.º de púrpura, rollo de plata cargado con la cifra 1694 de sable y puesta en palo. 2.º de plata. Cabeza de cabra montés, de sable. 3.º de sinople, racimo de uvas de oro, acompañado a la diestra de rama de castaño y a la siniestra de rama de olivo, ambas de plata, frutadas de oro y cruzándose sus ramas en la punta del escudo, al timbre Corona Real cerrada.
Boletín Oficial de Castilla y León nº 171 de 4 de septiembre de 2002

La descripción de la bandera, aprobada oficialmente el mismo día que el blasón del escudo, es la siguiente: 

Bandera rectangular de proporciones 2:3. Formada por dos franjas verticales encajadas de tres encajes, en proporciones 1/3 y 2/3, siendo morada al batiente (al asta en realidad) y cargada de un rollo blanco, y la del batiente dividida horizontalmente en dos partes iguales siendo la superior blanca y la inferior verde.
Boletín Oficial de Castilla y León nº 171 de 4 de septiembre de 2002

## Historia

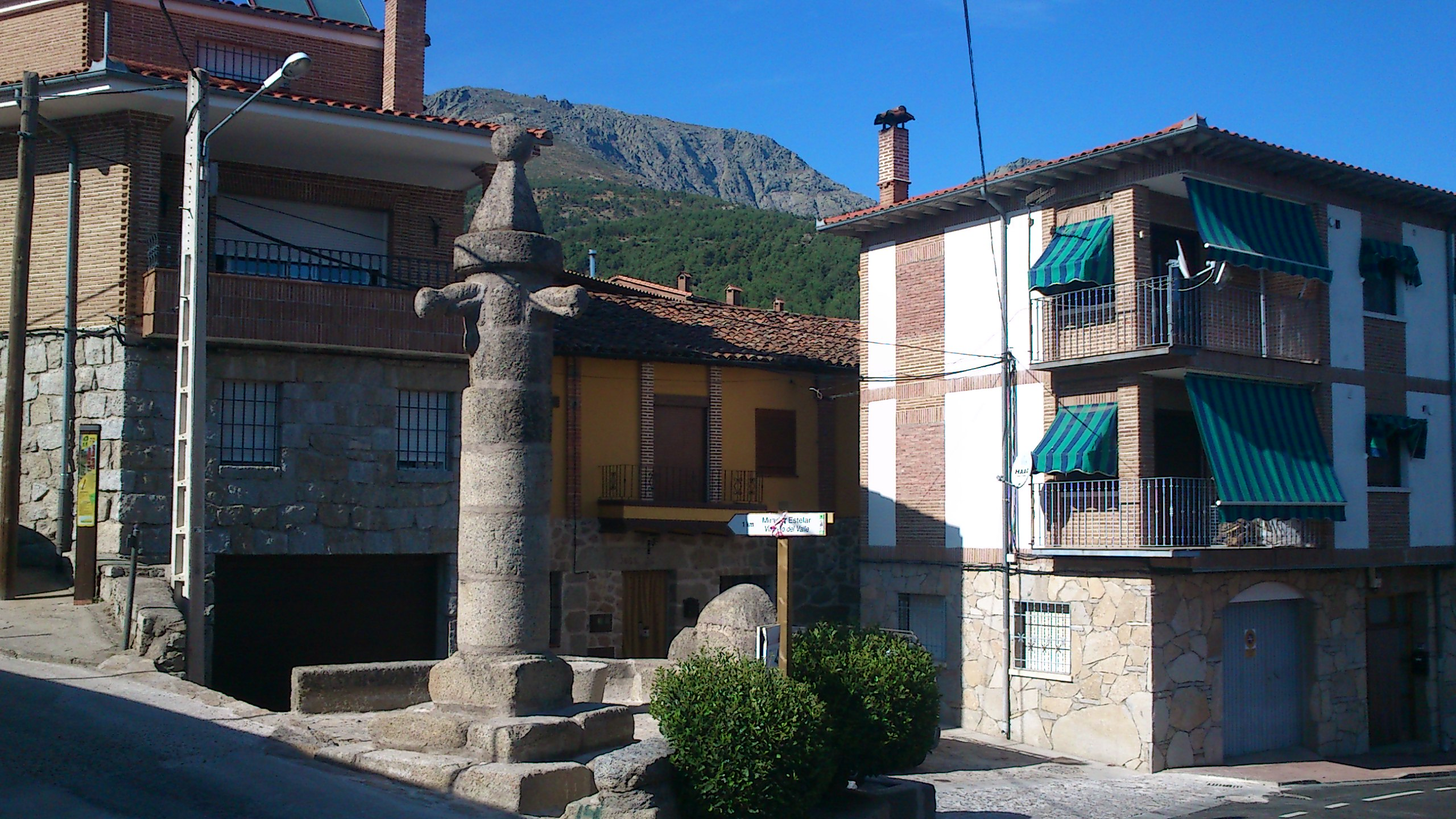
Rollo o picota

Villarejo del Valle formó parte de la antigua comarca de las Ferrerías de Ávila que dependía del Estado o partido de Mombeltrán y el duque de Alburquerque, siendo una de las comunidades de villa y tierra que conformaban el territorio de la provincia de Ávila, hasta que en el año 1694, durante el reinado de Carlos II, obtuvo la carta de villazgo constituyéndose en villa independiente el 21 de febrero de 1694. En 1752 se efectuó el traspaso de Villarejo del Valle, junto al de otras muchas localidades de la provincia de Ávila a la de Toledo. Con esta reorganización, todas las poblaciones del actual partido de Arenas de San Pedro pasaron a pertenecer a dicha provincia, en concreto al partido de Talavera. En 1834 con la reorganización territorial del ministro Javier de Burgos pasó a formar parte del partido judicial de Arenas de San Pedro y la actual provincia de Ávila
A mediados del siglo XIX, el lugar contaba con una población censada de 810 habitantes. La localidad aparece descrita en el decimosexto volumen del Diccionario geográfico-estadístico-histórico de España y sus posesiones de Ultramar de Pascual Madoz de la siguiente manera:

VILLAREJO DEL VALLE: v. con ayunt. de la prov. y dióc. de Avila (9 leg.), part. de Arenas de San Pedro (6), aud. terr. de Madrid (24), c. g. de Castilla la Vieja (Valladolid 20). sit. en la parte superior y mas elevada del barranco o valle de su nombre, á la falda de la cordillera del puerto del Pico, y en terreno bastante ameno; reinan los vientos E. S. y O.: el clima es templado y propenso á tercianas: tiene 230 casas de mediana construccion, distribuidas en 20 calles, una plaza y 3 plazuelas: hay casa de ayunt., cárcel, escuela de primeras letras para niños, dotada con 800 reales, otra de niñas con 400, y una igl. parr. (San Bartolomé Apóstol), con curato de térm. y de provision ordinaria: en los afueras 2 ermitas, Ntra. Sra. de Gracia y San Sebastian ó los Mártires; el cementerio que no perjudica á la salud pública, y varias fuentes de buenas aguas, de las cuales y de las de 2 que hay en el pueblo, se utilizan los vec. para sus usos. Confina el térm. N. Serranillos; E. Pedro Bernardos; S. San Esteban del Valle, y O. Mombcltran: se estiende 3/4 leg. por N., 1 1/2 por E. y 1/2 por S. y O., y comprende un monte pinar, varios castañales, frondosos olivares, diferentes huertos, algun viñedo y regulares pastos; pasa por él y lado O. el r. Ramacastañas, del cual se sacan cauces para el riego de muchas posesiones, y le cruzan en diferentes direcciones varios arroyuelos y gargantas que descienden de la inmediata sierra. El terreno es de buena calidad. caminos: los locales y malos: el correo se recibe en Mombeltran por los mismos interesados. prod.: cereales, vino, castañas, aceite, toda clase de legumbres, frutas y pastos; mantiene ganado cabrío y vacuno, y cria caza de liebres y perdices. ind.: arrieria, 2 molinos harineros, cada uno con 2 piedras; 4 de aceite, telares de lienzo y pastoria. pobl.: 203 vec., 810 almas, cap. prod.: 906,275 rs. imp.: 36.251. ind.: 10,000. contr.: 20,192 rs. 22 mrs.
(Madoz, 1850, p. 261)

## Geografía
Integrado en la comarca de Valle del Tiétar, se sitúa a 67 km de la capital provincial. El término municipal está atravesado por la carretera nacional N-502 entre los pK 53 y 57, además de por carreteras locales que conectan con San Esteban del Valle y Cuevas del Valle. La carretera nacional atraviesa el puerto del Pico, que comunica el valle del Alberche con el valle del Tiétar, a una altitud de 1395 m sobre el nivel del mar.
El relieve del municipio es predominantemente montañoso, aunque la orografía presenta un gran contraste entre las elevadas montañas de la sierra de Gredos y el fondo de los valles que forman los arroyos al sur de la sierra, donde se asienta el pueblo. La altitud oscila entre los 2021 m del pico Torozo al norte y los 620 metros a orillas de la garganta del Organillo, al sur del municipio. La localidad está situada a una altitud de 825 m sobre el nivel del mar.
| Noroeste: San Martín del Pimpollar                 | Norte: Hoyocasero                       | Noreste: Navalosa y San Esteban del Valle |
| Oeste: San Martín del Pimpollar y Cuevas del Valle |                                         | Este: San Esteban del Valle               |
| Suroeste: Cuevas del Valle                         | Sur: Mombeltrán y San Esteban del Valle | Sureste: San Esteban del Valle            |

### Clima

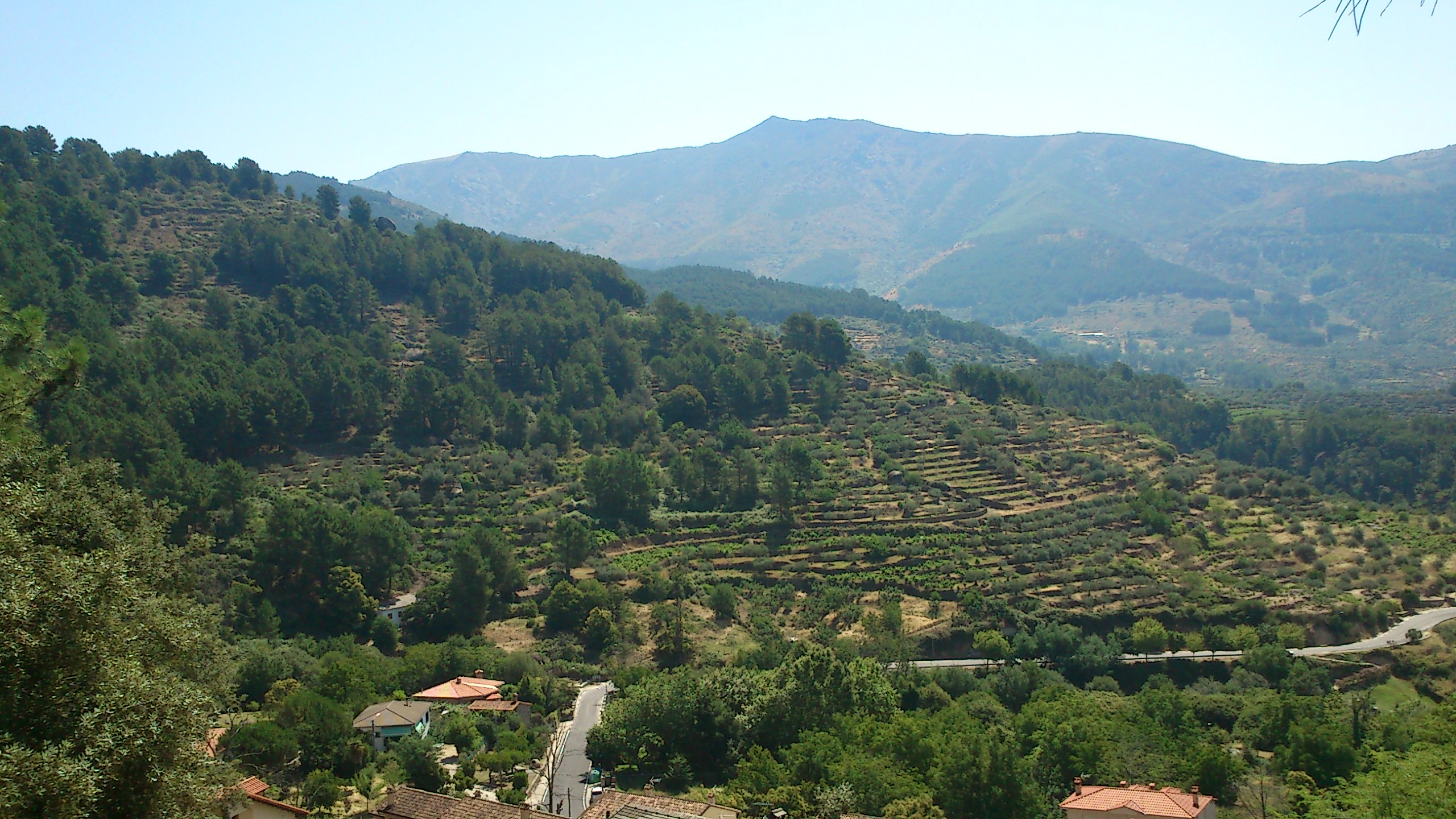
Cultivo en bancales

Villarejo del Valle tiene un clima mediterráneo Csa (templado con verano seco y caluroso) con influencia atlántica, según la clasificación climática de Köppen, lo cual al encontrarse a la solana y resguardado de los vientos del norte, le da un microclima con temperaturas más suaves en invierno y en verano. Este microclima hace que se cultiven olivos, vides, cerezos, higueras, castaños, naranjos, granados y todo tipo de frutales.
La precipitación anual es abundante, sobrepasando los 1500 mm, al igual que toda la vertiente sur de la sierra de Gredos al recibir las borrascas atlánticas, dándose un agudo periodo seco durante el verano.

## Demografía
Villarejo del Valle cuenta con una población de 314 habitantes (INE 2024).
| Gráfica de evolución demográfica de Villarejo del Valle entre 1842 y 2021                                                                                         |
| |
| Población de derecho según los censos de población del INE. Población de hecho según los censos de población del INE.En este censo se denominaba Villarejo: 1842. |

## Patrimonio
En 1975 fue declarado "paisaje pintoresco" con la condición de Bien de Interés Cultural.

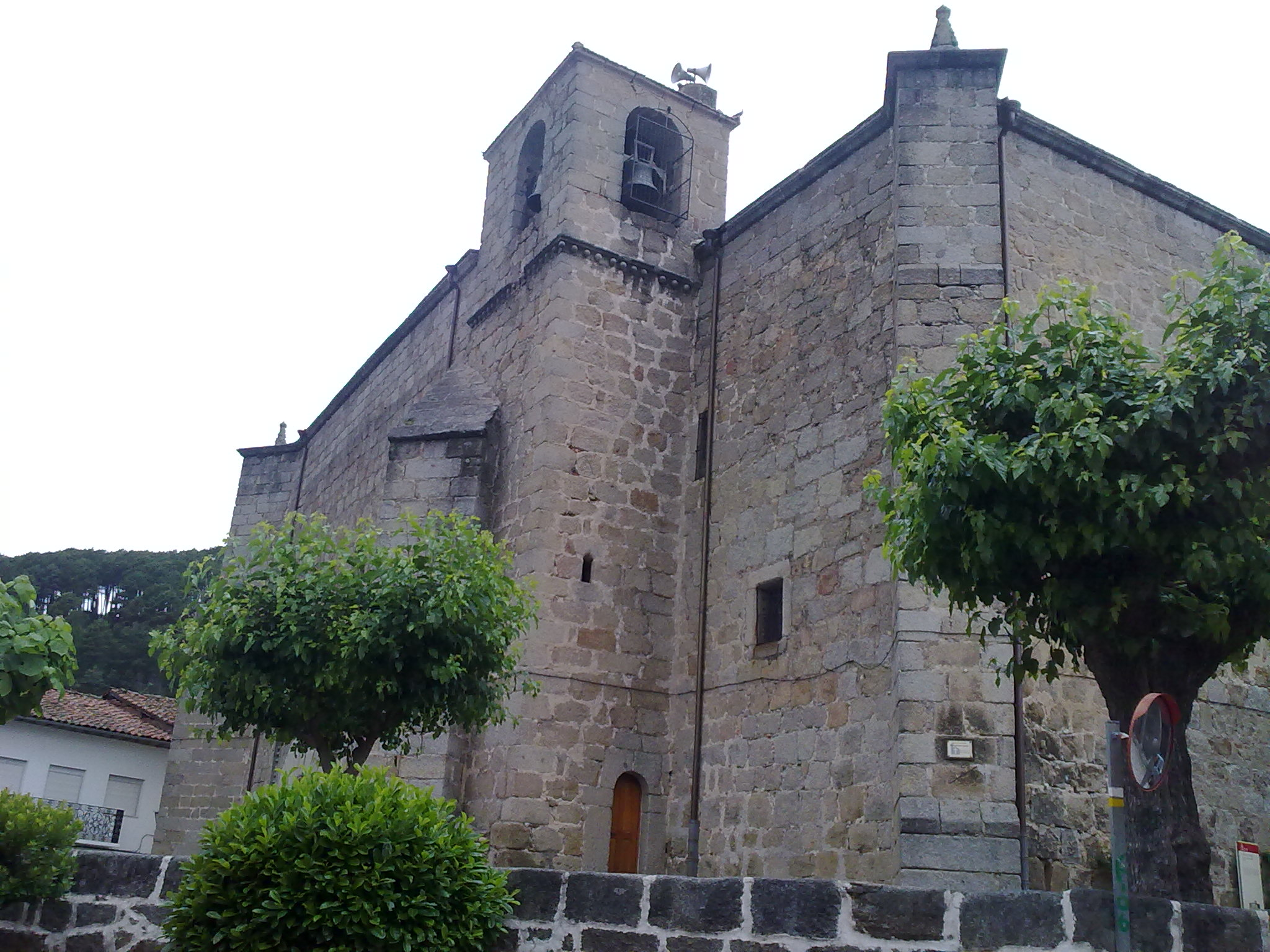
Iglesia de San Bartolomé

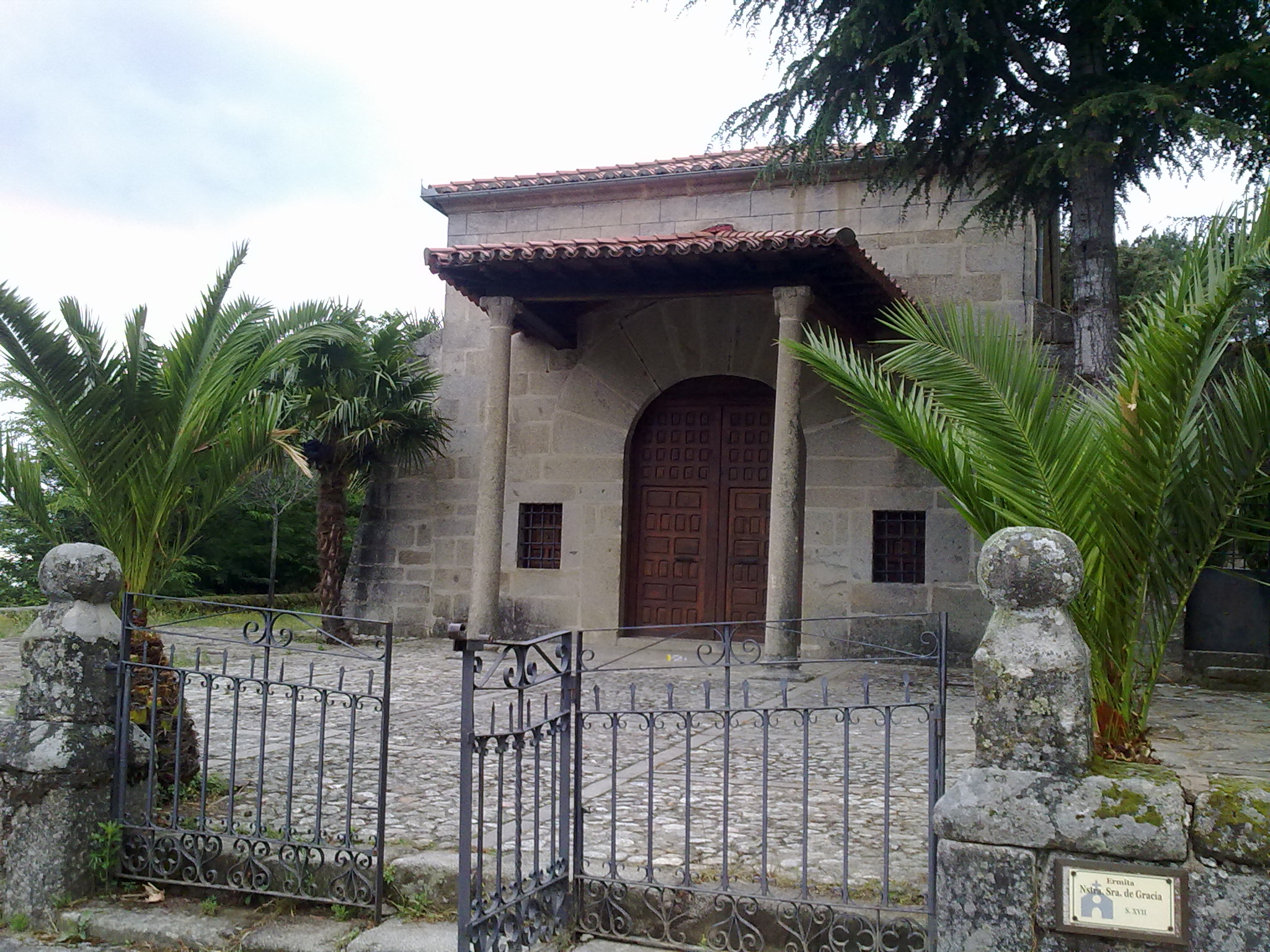
Ermita de la Virgen de Gracia

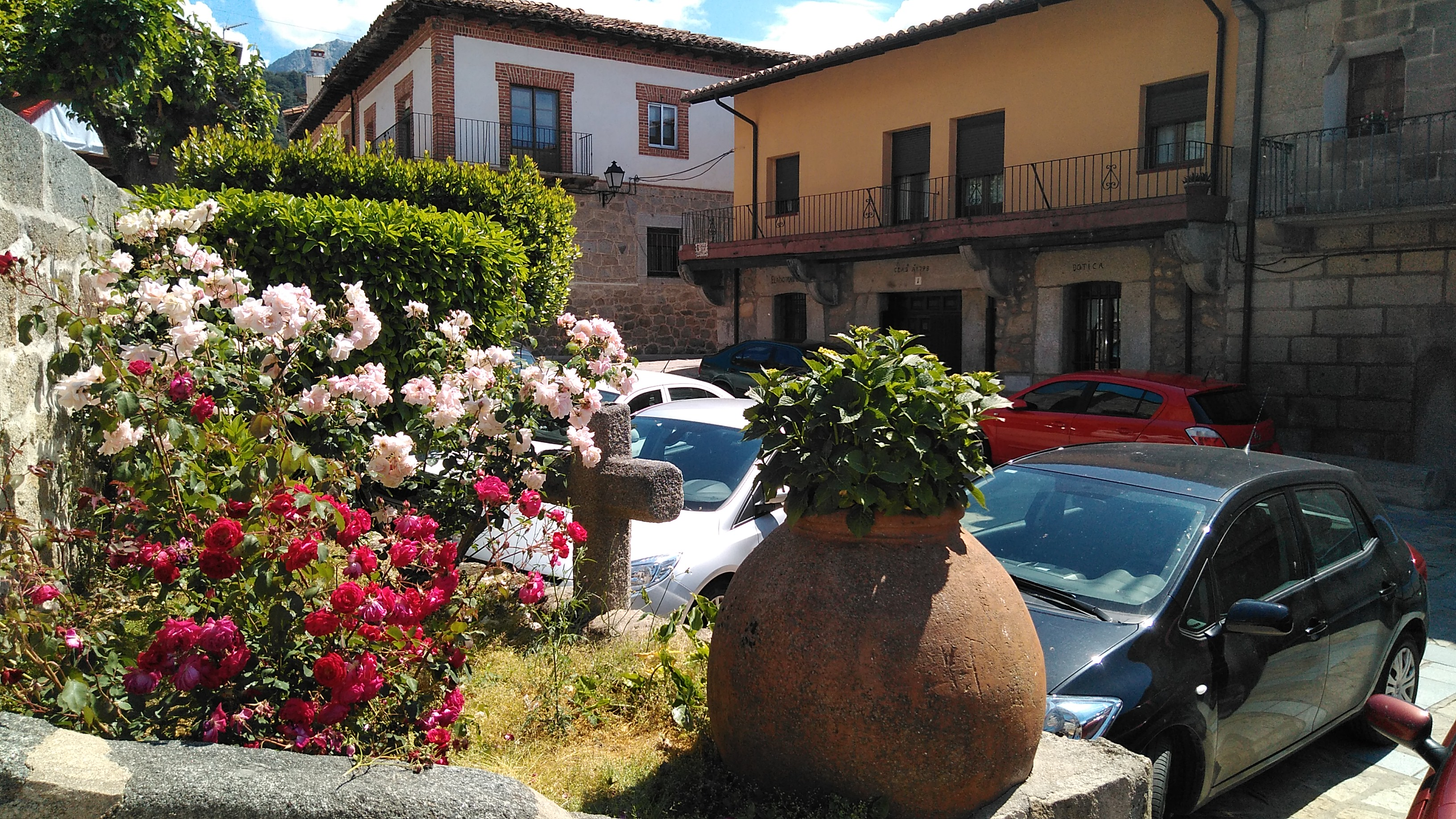
Arquitectura tradicional

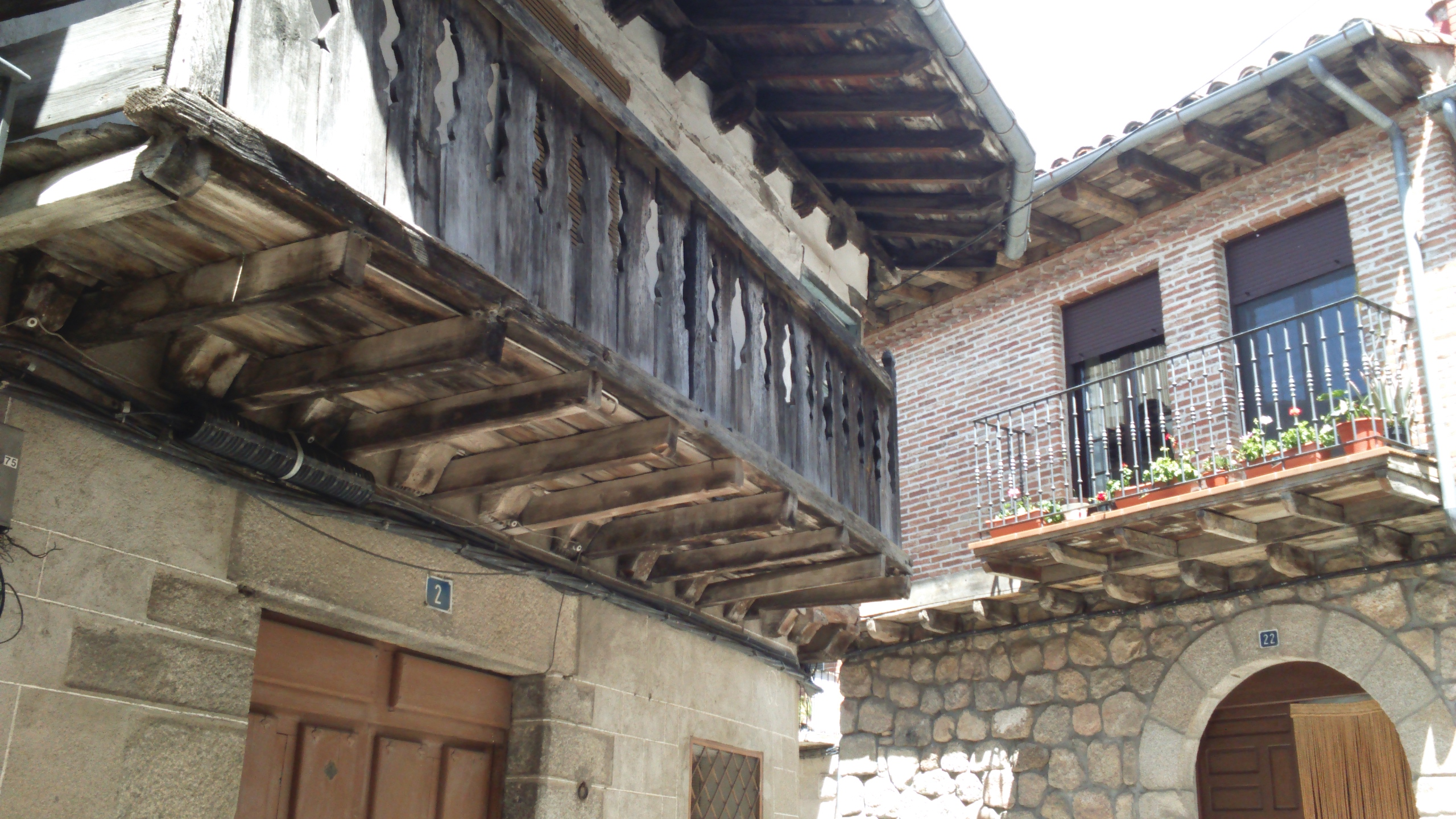
Arquitectura tradicional

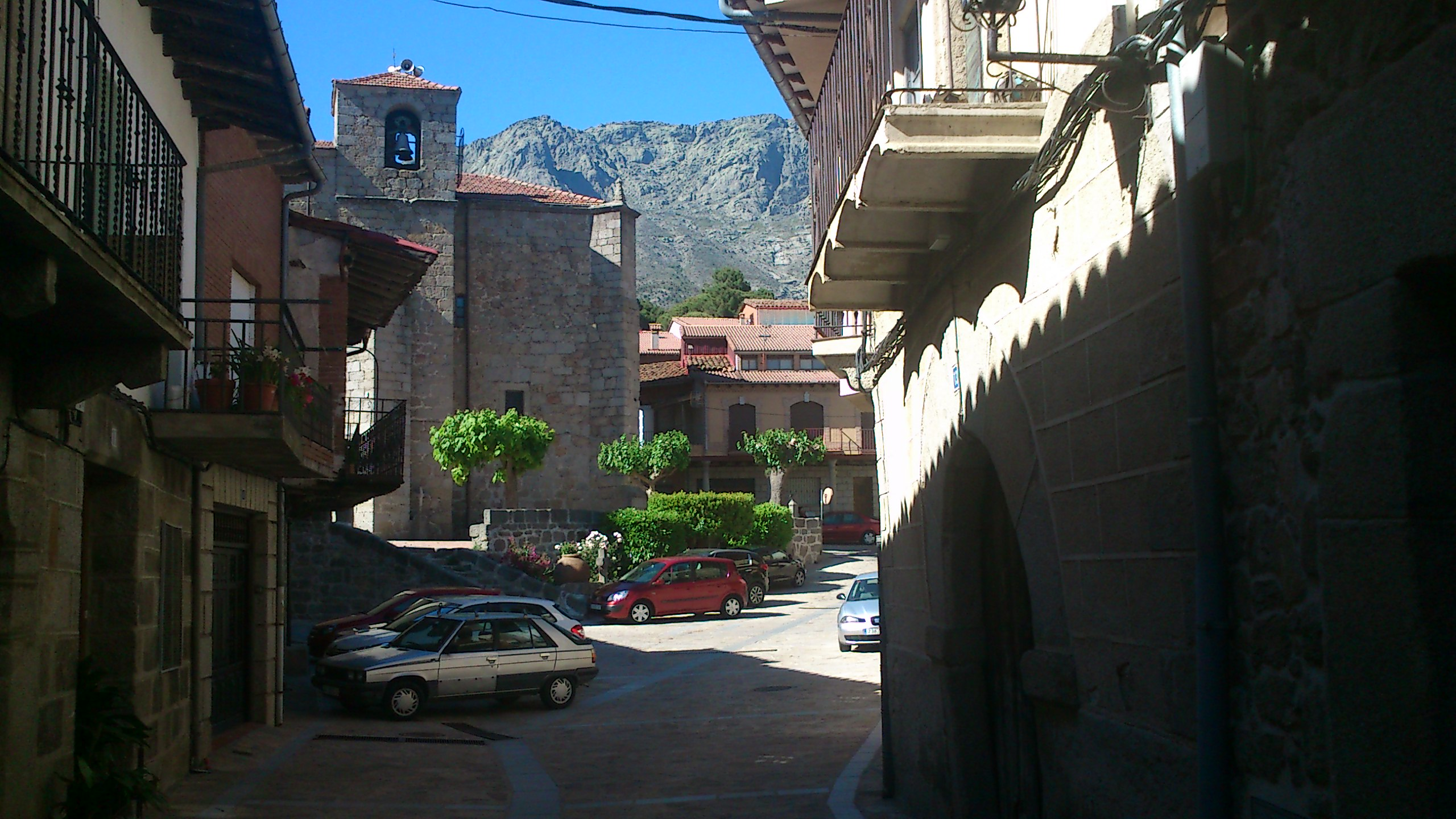
Barrio Abajo

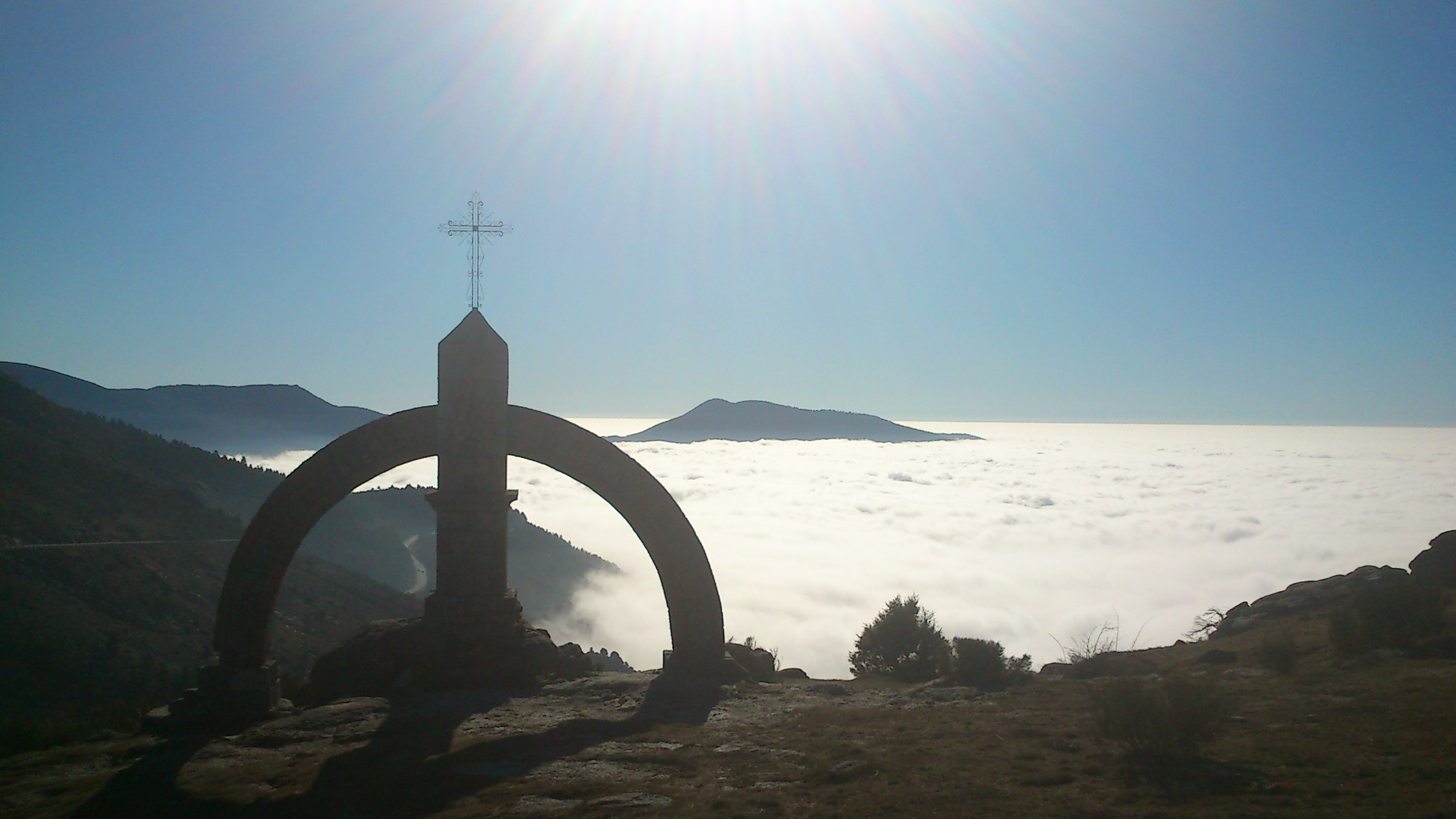
Puerto del Pico

Existen diferentes monumentos en la localidad:
- Iglesia de San Bartolomé. Templo de finales del siglo XV de estilo gótico isabelino y renacentista.
- Ermita de la Virgen de Gracia. Templo de primeros del siglo XVII.
- Ermita de San Antón. Ermita - Humilladero de finales del siglo XVI, también llamada de los "mártires".
- Rollo jurisdiccional. Celebra la carta de villazgo ocurrida en 1694 cuando la localidad se independizó de Mombeltrán. La columna está formada por seis tambores de piedra, mide 2,40 m de altura y cuenta con tres brazos en cruz rematados con cabezas de animales. Desde 1963 es Bien de Interés Cultural.[12][13]
- Monumento a la Cabra Montés. Escultura de un macho montés Capra pyrenaica victoriae creada por el escultor Nacho Martín en el año 1994 para conmemorar el tercer centenario de la Carta de Villazgo y la consiguiente independencia de Mombeltrán.
- Monumento al Arriero. Monumento hecho en forja y colocado en el paredón de la plaza de España. Hecho en honor a los arrieros de la localidad una profesión muy común en la historia del municipio.
- Mesita del Calvario. Mesita de piedra situada en las afueras del pueblo en un bonito mirador al valle en la que antiguamente se colocaba una Virgen para bendecir los campos.
- Puente romano. Puente medieval en la zona de la ermita de San Antón.
- Diversas fuentes diseminadas por todo el pueblo.
- Arquitectura tradicional. Casas de piedra de dos plantas con balcones de madera y largos aleros. Planta de abajo hecha de sillería o mampostería de granito con puerta aditenlada con portal, bodega y cueva subterránea. Planta de arriba hecha con entramado de madera y ladrillo árabe. Un gran ejemplo de esta arquitectura es la calle Mayor, calle de la Estrella, calle de Nuestra Señora de Gracia y calle de San Bartolomé, donde se encuentran las casas más antiguas con arcos conopiales, trilobulados, perlado abulense, Ménsulas de granito y otros estilos.[9]